# Trachylepis megalura
Trachylepis megalura (трав'яний сцинк) — вид сцинкоподібних ящірок родини сцинкових (Scincidae). Мешкає в Центральній і Східній Африці.

## Поширення і екологія
Трав'яні сцинки мешкають в Демократичній Республіці Конго, Уганді, Руанді, Бурунді, Кенії, Танзанії, Ефіопії і Мозамбіку. Вони живуть у вологих саванах і трав'янистих луках, на висоті до 3400 м над рівнем моря. Живородні.